# برخا سینگ
برخا سینگ (انگلیسی: Barkha Singh) بازیگر هندی است که به‌طور عمده در فیلم‌های هندی و مجموعه‌های اینترنتی فعالیت می‌کند. او حرفه خود را به عنوان یک هنرمند خردسال آغاز کرد و در فیلم‌هایی همچون با من دوست میشی؟ (۲۰۰۲) و زمان: هنگام زمان برخورد (۲۰۰۳) نقش آفرینی کرد. او سپس در مجموعه‌های تلویزیونی از جمله خانم خوش قدم (۲۰۱۵) و دختران در صدر (۲۰۱۶) کار کرد.
سینگ بیشتر به خاطر ایفاء نقش در مجموعه‌های اینترنتی دختران مهندس و فیلم‌های ۳۶ مزرعه سرا و ماجا ما، هر دو فیلم متعلق به سال (۲۰۲۲)، معروف است.

## فیلم‌شناسی
فیلم‌ها
| سال  | نام فیلم                | نقش             | نکات          | مرجع. |
| ---- | ----------------------- | --------------- | ------------- | ----- |
| ۲۰۰۲ | با من دوست میشی؟        | تینا کاپور      | هنرمند خردسال | [ ۴ ] |
| ۲۰۰۳ | زمان: هنگام زمان برخورد | آنجلی           | هنرمند خردسال |       |
| ۲۰۰۷ | آسمان ما                | پینکی شرما      | هنرمند خردسال |       |
| ۲۰۱۹ | حبس خانگی               | پینکی           |               |       |
| ۲۰۲۲ | ۳۶ مزرعه سرا            | آنتارا راج سینگ |               | [ ۵ ] |
| ۲۰۲۲ | مامان سرگرم‌کننده        | ایشا هنسراج     |               | [ ۶ ] |